# 梅西納斯普林斯 (紐約州)
梅西納斯普林斯（英語：Messina Springs）是位於美國紐約州奧農達加縣的非建制地區。

## 歷史
梅西納斯普林斯的郵局於1850年設立，其後於1859年停運。

## 地理
梅西納斯普林斯所處的海拔為高於海平面59米（即194英呎），而該地所採用的時區為UTC-5，即北美东部时区（EST）。同時該地設有夏令時間，為UTC-5調快一小時，即UTC-4（EDT）。